# Маррей, Джордж Генри
Джордж Генри Маррей (англ. George Henry Murray; 7 июня 1861, Гранд-Нарроуз, Новая Шотландия — 6 января 1929, Монреаль) — канадский юрист и политик, премьер-министр Новой Шотландии в 1896—1923 годах (от Либеральной партии).

## Биография
Джордж Маррей родился в 1861 году в Гранд-Нарроуз (британская колония Новая Шотландия) в семье лавочника Уильяма Маррея и Джейн Маррей, став их третьим сыном. В 1864 году, вскоре после смерти деда Джорджа, семья перебралась в Сидни-Майнз, а оттуда в 1870 году — в Норт-Сидни. В промежутке между этими переездами, в 1867 году, умер и Уильям Маррей, и его жена вышла замуж вторично за Джона Риндресса, директора школы в Сидни-Майнз. Ещё подростком Джордж занимал место учителя в двух разных школах (в течение года и полугодия) — в Канадском биографическом словаре предполагается, что он получил эти места благодаря протекции отчима.
В 16 лет отправился в Галифакс учиться на адвоката. Вернувшись в Норт-Сидни, с сентября 1878 по май 1882 года проходил практику у Джеймса Хирна и затем до января 1883 года у Стивена Лоури Первиса. Завершил юридическое образование в школе права Бостонского университета и к концу 1883 года получил лицензию на адвокатскую практику в Новой Шотландии. До 1896 года совместно с Дунканом Маккензи содержал адвокатскую контору в Норт-Сидни. В 1889 году женился на Грейс Элизабет Мур; в этом браке родились трое сыновей.
Политическую карьеру начал в 1886 году. Расходясь во взглядах с лидером либералов Новой Шотландии У. С. Филдингом, который вёл кампанию за выход провинции из Канадской конфедерации, Маррей тем не менее выдвинул свою кандидатуру в провинциальное законодательное собрание от этой партии в округе Кейп-Бретон. Он потерпел поражение как на этих выборах, так и на трёх последовательных выборах в Палату общин Канады (в 1887, 1891 и 1896 годах), но это упорство привлекло к нему внимание лидеров Либеральной партии Новой Шотландии. В 1889 году Филдинг включил Маррея в Законодательный совет — верхнюю, назначаемую палату провинциального парламента (упразднена в 1928 году). В 1891 году тот вошёл в кабинет Филдинга как министр без портфеля, а в Законодательном совете занял пост лидера фракции либералов. В качестве члена кабинета Филдинга Маррей выступал против так называемой Национальной политики консервативного федерального правительства, которая не смогла улучшить положение шахтёров Новой Шотландии. Он сыграл ключевую роль в создании в 1893 году Dominion Coal Company, объединившей под общим руководством большинство шахт Кейп-Бретона.
На довыборах в Палату общин в феврале 1896 года как кандидат от либералов противостоял члену федерального правительства Чарльзу Тапперу. В предвыборной программе Маррея выделялся пункт о развитии местной промышленности как основного потребителя кейп-бретонского угля. Хотя Таппер выиграл эти довыборы, уже летом 1896 года консерваторы проиграли федеральные выборы, и Филдинг вошёл в правительство, созданное Вильфридом Лорье. Маррей сменил его на посту премьера Новой Шотландии, одновременно заняв также пост провинциального секретаря. Назначение Маррея премьером состоялось в обход претендовавшего на этот пост генерального прокурора провинции Дж. У. Лонгли, но Маррей сумел удержать Лонгли в составе правительства и в первое время часто демонстративно уступал в возникавших спорах более опытному коллеге. 8 августа 1896 года Маррей официально занял место в законодательном собрании, без соперников победив на довыборах в округе Виктория (Кейп-Бретон); это место также освободилось в результате федеральных выборов, так как занимавший его Дж. Л. Бетюн был избран в Палату общин.
В апреле 1897 года, уже будучи премьером, впервые одержал полноценную победу на выборах. Впоследствии переизбирался в законодательное собрание от округа Виктория ещё 5 раз (в 1901, 1906, 1911, 1916 и 1920 годах). Унаследовав хорошо организованный при Филдинге правительственный аппарат и вплоть до Первой мировой войны пользуясь благоприятными для Новой Шотландии экономическими условиями, Маррей оставался премьером без перерыва на протяжении более чем 26 лет, что стало рекордом для парламентских демократий британского образца. Устойчивость либерального правительства в Новой Шотландии связывают как с чрезвычайно удобной для либералов картой округов и организационной слабостью местных консерваторов, так и с личными качествами Маррея, испытывавшего отвращение к грязной политической игре и на протяжении карьеры успешно избегавшего скандалов.
Хотя условия в Новой Шотландии способствовали выбору осторожного, консервативного курса, правительство Маррея добилось прогресса в четырёх основных вопросах. Значительные успехи были достигнуты в области транспорта — в первое десятилетие премьерства Маррея общая длина провинциальных железных дорог выросла втрое. Ему удалось добиться от либералов в федеральном правительстве субсидий на развитие железных дорог провинции, в которых ей ранее отказывали консерваторы, и включения Галифаксско-Юго-западной железной дороги в федеральный план трансконтинентального железнодорожного сообщения. Развивалась и сеть шоссейных дорог; были улучшены стандарты строительства мостов и водопропускных труб, в 1907 году введена должность комиссара по дорожному сообщению, а в 1917 году сформирована первая в Канаде постоянная комиссия по скоростным шоссе. За 10 лет, разделявших эти два события, ассигнования на строительство и содержание дорог в Новой Шотландии утроились, хотя в части случаев финансирование диктовалось скорее протекционистскими соображениями, чем реальной необходимостью. Последнее обстоятельство привело к правительственному расследованию и реформированию комиссии по дорогам в 1920 году, после чего её деятельность стала более профессиональной. Сеть телефонного сообщения в годы премьерства Маррея охватила все сельские регионы Новой Шотландии.
В первом десятилетии XX века в Новой Шотландии значительное развитие получила система профессионального образования, направленная на увеличение конкурентоспособности местных работников. В 1899 и 1907 году правительство Маррея приняло законы, обеспечившие создание Сельскохозяйственного колледжа Новой Шотландии в Труро и Технического колледжа Новой Шотландии в Галифаксе. Большое внимание уделялось также образованию взрослых: по всей провинции создавались вечерние школы и курсы профессиональной подготовки для горнопромышленных рабочих. К середине 1910-х годов к ним добавились курсы вождения и курсы секретарш и домработниц. В Галифаксе начало работу штурманское училище. Современники Маррея называли развитие профессионального образования в Новой Шотландии одним из главных достижений его правительства.
В области экономики кабинет Маррея часто занимал сторону крупного бизнеса, создавая для предпринимателей максимально комфортные условия. Так, в 1899 году была одобрена так называемая Большая аренда, предоставлявшая консорциуму из Новой Англии льготные права на заготовки древесного сырья на севере Кейп-Бретона. Консорциум, в свою очередь, оказал Маррею поддержку на выборах. В том же году с целью облегчить формирование угольной и железной промышленности правительство Маррея на 50 % снизило отчисления в казну от предприятий, входящих в группу Dominion Coal. К 1913 году компания Dominion Steel Corporation, созданная и окрепшая благодаря полученным льготам, потребляла свыше половины всего угля, продаваемого в Новой Шотландии. Маррей тзкже поддерживал частную инициативу в области развития гидроэлектроэнергетики и лишь в 1919 году согласился на создание государственной комиссии по контролю над деятельностью частных компаний. Бесконтрольная деятельность частных предпринимателей наносила ущерб окружающей среде Новой Шотландии, но Маррей, на словах выражавший обеспокоенность состоянием природных ресурсов, не предпринимал значительных усилий для их защиты.
Заинтересованность правительства Маррея в индустриальном развитии в конечном счёте нашла выражение и в отдельных социальных реформах. В 1899—1900 годах были приняты законы, упорядочивавшие вопросы выплаты заработной платы механикам и рабочим горной промышленности, в последней области введены арбитражные суды. В 1910 году максимальная продолжительность рабочей недели была ограничена 60 часами, а два года спустя введён 8-часовый рабочий день для молодых работников. В 1912 году впервые введены пенсии для школьных учителей В то же время в 1922 году Маррей отверг требования профсоюзов о введении пособия по безработице. В 1912 году кабинет Маррея учредил управление по защите интересов ребёнка и суд по делам несовершеннолетних. В области прав женщин его достижения были более скромными: законопроект об общем избирательном праве для женщин был провален в 1917 году, но уже на следующий год прошёл благодаря личной поддержке Маррея. В том же году женщины в Новой Шотландии получили право на лицензию адвоката. Однако проекты комиссии по минимальной заработной плате и пособий по материнству, представленные в начале 1920-х годов. в период премьерства Маррея реализованы не были.
Ещё одним аспектом социальной сферы, которому уделяло внимание его правительство, было здравоохранение. В 1904 году был открыт туберкулёзный санаторий в Кентвилле. В 1910 году в Новой Шотландии были ужесточены законы по контролю над продажей алкоголя. Единственным исключением из них стал Галифакс, однако в 1916 году их действие было распространено и на этот город. Маррей не был сторонником полного сухого закона, но после того как в 1918—1919 годах в Канаде действовал федеральный сухой закон, плебисцит в Новой Шотландии привёл к его продлению на провинциальном уровне на протяжении большей части следующего десятилетия.

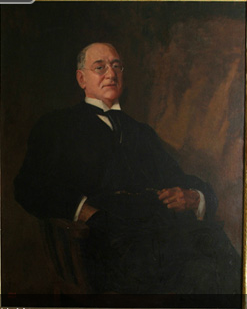
Эдмунд Уайли Грайер. Портрет Дж. Г. Маррея (1918)

В годы мировой войны Новая Шотландия под руководством Маррея активно участвовала в действиях по поддержке фронта. Значительное число жителей провинции ушли на войну добровольцами; среди участников боевых действий в Европе были и двое из сыновей самого Маррея. Хотя в первые годы войны провинциальные бюджеты были дефицитными, а катастрофический взрыв в порту Галифакса в 1917 году заставил провинцию уделить много сил восстановлению города, отдельные области экономики процветали. Среди них были производство боеприпасов, сельскохозяйственной продукции и строительство. В 1916 году начала работу судоверфь по строительству стальных судов в Трентоне, а через два года — аналогичное предприятие в Галифаксе. Поскольку затратные пункты бюджета требовали увеличения доходов провинции, правительство Маррея начало вводить новые налоги на корпорации, землю и предметы роскоши, а также увеличило ставки подоходного налога. В 1917 году Маррей, долгие годы бывший верным союзником лидера канадских либералов Вильфрида Лорье, поддержал новое юнионистское правительство Роберта Бордена, хотя отклонил предложение войти в него в качестве министра. В 1919 году он был сопредседателем национального съезда Либеральной партии, на котором был избран её новый лидер Маккензи Кинг.
В послевоенные годы безработица и низкий уровень заработной платы в горнодобывающей промышленности привели к противостоянию либерального правительства Новой Шотландии с усиливающимися рабочими профсоюзами. Чтобы использовать остатки патриотических настроений, Маррей на год ускорил проведение очередных выборов в законодательное собрание, и в июне 1920 года либералам удалось сохранить большинство в парламенте.
Период руководства Новой Шотландией был омрачён для Маррея проблемами со здоровьем. В ходе выборов 1901 года он перенёс нервный срыв, после которого страдал от депрессии и большую часть парламентской сессии 1902 года провёл на лечении в США. В 1910 году из-за тромба ему пришлось ампутировать ногу выше колена, и в дальнейшем он передвигался на протезе с помощью трости. Ему также был выделен автомобиль с шофёром. После 1920 года его состояние снова ухудшилось, и он пропустил всю парламентскую сессию 1921 года, который провёл в санатории. Премьер возобновил активность в 1922 году, но в январе 1923 года наконец подал в отставку, в феврале отказавшись и от места в законодательном собрании. После отставки Маррей переехал в Монреаль, чтобы быть ближе к семье, Он умер от пневмонии в 1929 году в Монреале в доме своего сына Уилфрида (названного в честь Вильфрида Лорье) и был похоронен на Лейксайдском кладбище в Норт-Сидни. Его жена скончалась в 1933 году.

## Признание заслуг
Наряду с демократичностью и личной порядочностью Канадский биографический словарь отмечает скромность Джорджа Маррея. В 1911 и 1914 годах ему дважды предлагали рыцарское звание, но он оба раза ответил отказом. В то же время он согласился принять почётные докторские звания от Колледжа Святого Франциска Ксаверия в Антигонише (1905) и от Университета Дэлхаузи (1908), а также государственные награды от Бельгии (1919) и Франции (1921).